# دانشکده پرستاری و مامایی مشهد

## تاریخچه
در سال ۱۳۵۸ مدرسه عالی پرستاری جرجانی، مدرسه عالی مامایی طوس، آموزشگاه علوم آزمایشگاهی و آموزشگاه عالی بهداشت مدارس که وابسته به وزارت بهداری سابق بودند، تواماً با عنوان «مجموعه آموزشی و پژوهشی» درآمدند. به دنبال تأسیس وزارت بهداشت، درمان و آموزش پزشکی در سال ۱۳۶۵، «دانشکده پرستاری و مامایی و علوم پیراپزشکی» از ادغام «مجموعه آموزشی و پژوهشی» با «آموزشگاه عالی پرستاری و مامایی دانشگاه مشهد» به وجود آمد. سپس در سال ۱۳۷۰ این دانشکده به دو دانشکده علوم پیراپزشکی و دانشکده پرستاری و مامایی تفکیک شد. در بدو تأسیس دانشکده (۱۳۶۵) دکتر رسول میر شاه ولد ریاست آن را بر عهده داشت.
مکان فعلی دانشکده پرستاری و مامایی مشهد واقع در چهارراه دکترا (تقاطع خیابان ابن سینا و دانشگاه) می‌باشد.

## موقعیت در بین سایر دانشکده‌های پرستاری کشور
دانشکده پرستاری و مامایی مشهد با ۴۶ دانشجو در مقطع دکتری، ۲۴۷ دانشجو در مقطع کارشناسی ارشد، ۸۶۵ دانشجو در مقطع کارشناسی و امکانات و تجهیزات مناسب در حوزه‌های آموزشی و پژوهشی و رفاهی بهتر دانشکده پرستاری ایران است دانشکده پرستاری نسبت مطلوبی میان دانشجویان تحصیلات تکمیلی خود به کل دانشجویان برقرار کرده است و دارای دو مجله مصوب علمی، پژوهشی و اسکوپوس و یک مرکز تحقیقات می‌باشد.

## گروه‌های آموزشی
- مامایی
- داخلی-جراحی
- بهداشت، روان و مدیریت
- کودک و نوزاد
- اتاق عمل و هوشبری
- فوریت‌های پزشکی

## امکانات آموزشی، پژوهشی و فرهنگی - دانشجویی
- - کتابخانه
- - سایت کامپیوتر
- - مرکز مهارت‌های بالینی
- - واحد سمعی بصری
- - تالار جرجانی
- - تالار ابن سینا
- - بوفه دانشکده
- - مرکز تربیت بدنی؛ شامل امکانات انجام ورزش فوتبال دستی، پینگ پنگ، دارت و یوگا
- - قسمت دفاتر تشکل‌های دانشجویی